# Monophleboides gymnocarpi
Monophleboides gymnocarpi (лат.) — вид полужесткокрылых насекомых-кокцид рода Monophleboides из семейства гигантские и карминоносные червецы (Margarodidae).

## Распространение
Африка: Египет (Eastern Desert, Wadi Ibtadi и Wadi Gerrawi, около Helwan).

## Описание
Длина самок 7 мм (ширина 4 мм), тело широкоовальное. Основная окраска оранжевая.
Питаются соками таких растений, как Gymnocarpos decander (Caryophyllaceae), Haloxylon schweinfurthii (Amaranthaceae), Nitraria retusa (Zygophyllaceae).
Вид был впервые описан в 1926 году энтомологом У. Дж. Холлом (Hall, W. J.) как Monophlebus gymnocarpi.
Таксон Monophleboides gymnocarpi включён в состав рода Monophleboides Ferris, 1918. Видовое название происходит от родового имени растения-хозяина (Gymnocarpos), на котором происходит развитие червецов.